# 한겨레

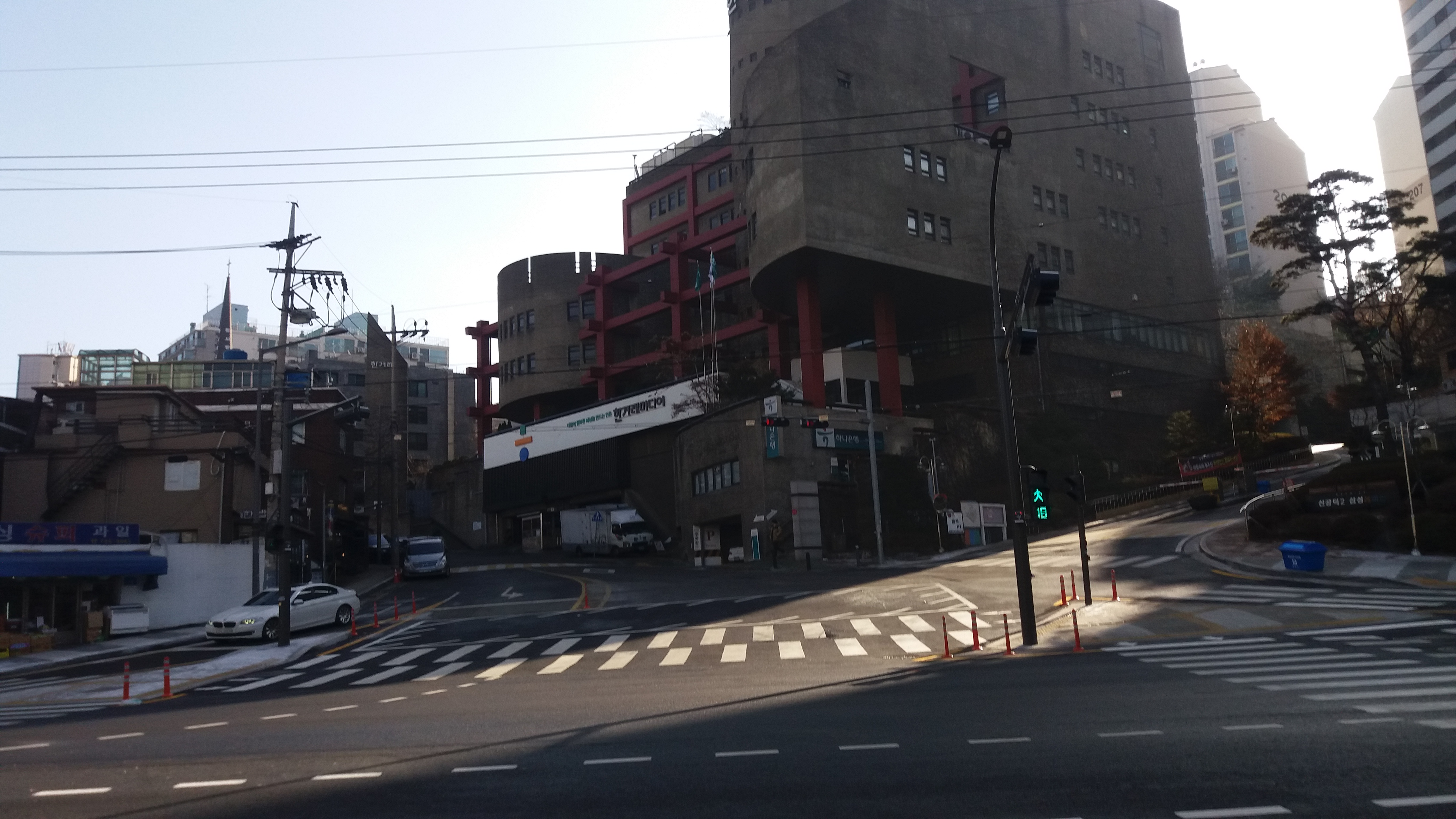
한겨레신문사 사옥

《한겨레》(Hankyoreh)는 대한민국의 신문 출판 기업인 한겨레신문 주식회사(Hankyoreh Media Group)가 대한민국의 진보 성향 조간 일간지이다. 1988년 5월 15일에 동아일보 해직기자들이 모여 국민주 모금 형태로 창간하였다. 한겨레신문 주식회사의 본사는 서울특별시 마포구 효창목길 6에 위치한다. 현재 대표이사는 최우성 사장이다. 정치적으로 중도좌파로 평가받는다.
가장 신뢰하는 신문매체 순위에서 꾸준히 순위권에 들며 2019년에는 조선일보에 이은 2위를 차지하였다. 유료구독자순위에서는 조선일보 동아일보 중앙일보에 이은 4위이나 중앙일보의 3분의 1정도의 구독자수를 보유한다. 한국기자협회가 주관하는 '이달의 기자상'을 2012년에 14차례, 2013년에 17차례, 2014년 11차례 수상하면서 3년 연속 최다 수상한 언론사가 되기도 하였다.

## 역사

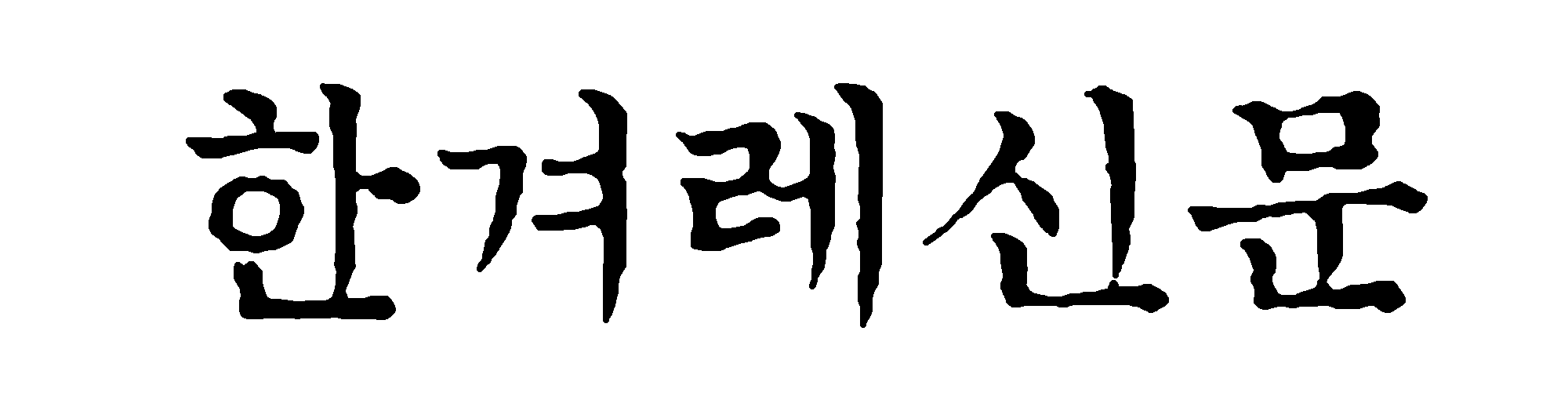
한겨레신문 초기 로고
(1988년 5월 15일부터 1996년 10월 23일까지)

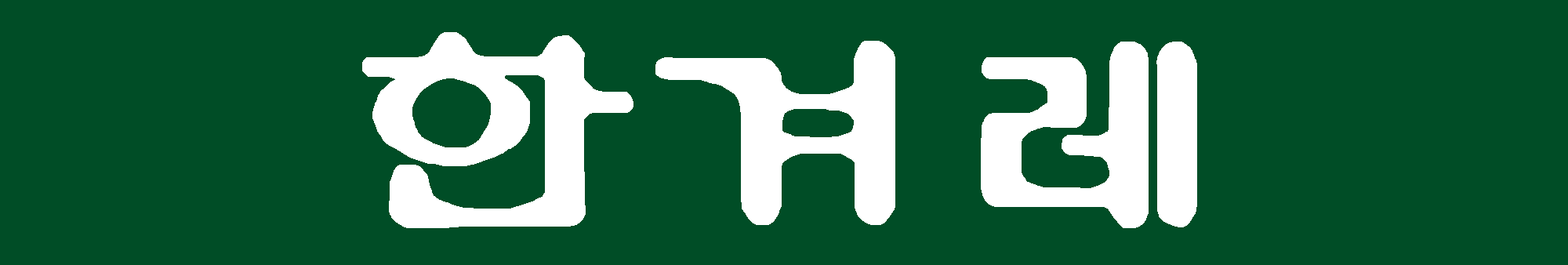
한겨레 디자인 로고
(1996년 10월 24일부터 2005년 5월 13일까지)

1988년 5월 15일 동아일보와 조선일보의 해직 언론 기자들을 중심으로 주식을 공모하여 모금했던 자본금으로 창간하였다. 1988년 창간당시 제호(題號)는 《한겨레신문》이었으나 1996년에 《한겨레》로 바꾸었다. 《한겨레》는 ‘국민주 신문’으로 창간된 신문으로서, 일부 국민들로부터 자본금을 모아 《한겨레신문》을 설립하고 모금에 참여한 국민들에게 《한겨레신문》의 주식을 배정해 주주로서 권리를 행사하게 했다. 또한, 한국 언론 사상 최초로 편집위원장을 직선제로 선출하였으며, 종합일간지 최초로 창간 당시부터 한글전용과 가로쓰기를 도입하였다. ‘책임’과 ‘공정’과 '소통'을 표방하며, 특정 자본으로부터 제도적 독립을 이루고자 독립 자본금으로 경영한다. 2023년 5월 현재 사장(발행인, 사원들의 직접투표로 선출)은 최우성이다.
1995년 4월 27일 중앙일보에 이어 대한민국 내 신문사로는 두 번째로 주간지 《한겨레21》로 인터넷 서비스를 시작했다. 이듬해인 1996년 1월 1일에 《씨네21》, 1996년 7월 11일 일간지 《한겨레》의 인터넷 서비스를 시작했다. 본사는 서울특별시 마포구 효창목길 6에 위치하고 있다. 2007년 1월 29일에는 취재 보도 준칙을 제정하였다. 2009년 한국ABC협회 자료에 따르면 하루에 281,814부를 발행한다.
2005년부터 흑자로 돌아섰으며 766억 원 매출에 19억 원의 경상이익을 냈다. 2004년에는 21억 원, 2003년에는 28억 원 적자였다. 2007년 회계연도의 매출액은 762억 원, 당기순이익 20억 원이며 2007년 12월 기준으로 자산 695억 원, 부채 445억 원, 자본금이 250억 원이다.

## 취재 보도 준칙
2007년 1월 29일, ‘취재 보도 준칙’을 제정하고 공표했다.

## 인물

### 외부 기고자
- 구본권 사람과디지털연구소장
- 강준만 전북대학교 신분방송학과 교수
- 권김현영 여성학 연구자
- 권도연 샌드박스네트워크 크리에이터 파트너십 매니저
- 권영란 진주시 단디뉴스 대표
- 김곡 영화감독
- 김누리 중앙대학교 독문학 교수
- 김동춘 성공회대 사회과학부 교수
- 김민식 MBC 드라마 PD
- 김병익 문학평론가
- 김성경 북한대학원대학교 교수
- 김성윤 문화사회연구소 연구원
- 김원영 변호사, 장애학 연구자
- 김우재 초파리 유전학자
- 김정헌 화가, 416재단 이사장
- 김종철 녹색평론 발행인
- 김태권 만화가
- 김하수
- 명인 전국청소년노동인권센터 교육활동가
- 미묘 아이돌로지 편집장
- 박권일 사회비평가
- 박노자 오슬로대학교 한국학 교수
- 박주희 반갑다 친구야! 사무국장
- 박진 다산인권센터 상임활동가
- 서경식 도쿄경제대 교수
- 서복경 서강대학교 현대정치연구소 연구원
- 서재정 일본 국제기독교대 정치국제관계학 교수
- 손아람 작가
- 야마구치 지로 호세이대학 법학과 교수
- 유신재 코인데스크코리아 편집장
- 은유 작가
- 이강국 일본 리쓰메이칸대 경제학부 교수
- 이나연 켈파트프레스 대표
- 이라영 예술사회학 연구자
- 이만열 숙명여자대학교 명예교수
- 이명석 문화비평가
- 이병천 칼 폴라니사회경제연구소 이사장
- 이상헌 국제노동기구 고용정책국장
- 이승욱 닛부타의 숲 정신분석클리닉 대표
- 이원재 LAB2050 대표, 경제평론가
- 이은지 문학평론가
- 이종석 전 통일부 장관
- 장석준 글로벌정치경제연구소 기획위원
- 전병유 한신대학교 경제학과 교수
- 전상진 서강대학교 사회학과 교수
- 전우용 역사학자
- 전치형 카이스트 과학기술정책대학원 교수
- 정홍수 문학평론가
- 정찬 소설가
- 조문영 연세대학교 문화인류학과 교수
- 조은 동국대학교 사회학자, 명예교수
- 조한욱 한국교원대학교 역사교육학 교수
- 조효제 성공회대 사회과학부 교수
- 존 페퍼 미국 외교정책포커스 소장
- 주상영 건국대학교 경제학 교수
- 주진형 전 한화투자증권 대표이사
- 진징이 북경대학교 교수
- 최병두 한국도시연구소 이사장
- 탁기형 사진가
- 하종강 성공회대 노동아카데미 주임교수
- 한채윤 성소수자, 인권운동가
- 홍은전 작가, 인권기록활동가
- 홍세화 장발장은행장, '소박한 자유인' 대표
- 황민호 옥천신문 편집국장
- 황필규 공익인권법재단 공감 변호사
- 허승규 녹색정치 활동가
- 슬라보이 지제크 슬로베니아 류블랴나대 교수
- 수신지 웹툰작가

### 회장
- 초대 대표이사 회장은 송건호씨 지냈으며, 권근술 등이 있다.

### 사장
- 송건호 (대표이사 · 발행인, 1988.5 ~ 1989.3/대표이사 · 발행인 · 편집인, 1989.3 ~ 1989.12/대표이사 · 발행인 · 인쇄인, 1989.12 ~ 1991.4)
- 김명걸 (대표이사, 1991.4 ~ 1991.7/대표이사 · 발행인 · 편집인 · 인쇄인, 1991.8 ~ 1993.6)
- 김중배 (대표이사 · 발행인 · 편집인 · 인쇄인, 1993.6 ~ 1994.6)
- 김두식 (대표이사 · 발행인 · 인쇄인, 1994.6 ~ 1995.3/발행인 · 인쇄인, 1995.3/인쇄인, 1995.3 ~ 1997.3)
- 권근술 (대표이사 · 발행인 · 편집인 · 인쇄인, 1997.3 ~ 1999.3)
- 최학래 (대표이사 · 발행인 · 편집인 · 인쇄인, 1999.3 ~ 2003)
- 고희범 (대표이사, 2003.3 ~ 2005.3)
- 정태기 (대표이사, 2005.3 ~ 2007.3)
- 서형수 (대표이사, 2007.3 ~ 2008.3)
- 고광헌 (대표이사, 2008.3 ~ 2011.3)
- 양상우 (대표이사, 2011.3 ~ 2014.3/대표이사, 2017.3 ~ 2020.3)
- 정영무 (대표이사, 2014.3 ~ 2017.3)
- 김현대 (대표이사, 2020.3 ~ 2023.3)
- 최우성 (대표이사, 2023.3 ~ 2025.9)
- 김의겸 (대표이사, 2025.9 ~ 현재)

## 지면
- 주5일제 신문을 발행한다.
- 매주 주말 신문 발행하지 않고[14], 온라인 서비스를 계속한다.

## 자매지
- 《한겨레21》
- 《씨네21》
- 《이코노미 인사이트》
- 《허핑턴포스트》한국판
- 《한겨레:온》

## 자회사 및 주요 사업
한겨레는 1999년 12월 22일 자회사 ‘(주)인터넷한겨레’를 세우고 초대 대표이사로 오귀환 전 편집국장을 선임했다. 인터넷 한겨레는 한겨레의 뉴미디어국과 ‘한겨레마을’이라는 통신판매를 담당하던 유통사업부와 여행사업부 등 세 가지 사업을 하나의 법인으로 묶어 분사한 회사이다. 2대 대표이사로 서형수, 3대 대표이사로 이상훈이 각각 취임했다.
2002년 한겨레초록마을사업을 개시했으며 ‘(주)인터넷한겨레’는 회사이름을 2003년 5월 26일 ‘(주)한겨레플러스’로 개칭했다. 한편 2005년 1월 여행사업부문은 '(주)한겨레투어’별도 법인으로 분사되었으며, 2005년 12월에 인터넷미디어부분은 한겨레에 사업 이관을 하였다. 이후한겨레플러스는 유기농 상품 유통업인 ‘초록마을’과 해외 교육 프로그램 서비스업인 ‘교육과 미래’만 운영하게 되었다.
2008년 12월 30일, 한겨레는 대상그룹의 계열사인 대상홀딩스에 한겨레플러스(초록마을, 교육과 미래)와 한겨레투어를 80여 억원에 매각하였으며 한겨레신문 자회사에서 대상그룹 자회사로 변경되었다.
- 허핑턴포스트코리아 - 허핑턴포스트 한국어 서비스
- 씨네21 -영화 매거진 콘텐츠 생산 및 서비스
- 한겨레출판 -각종 인문사회과학 단행본 등의 서적
- 한겨레경제사회연구원 - 국내외 지속가능경영, 경영전략 등 연구 및 자매지 HERI 리뷰 발행

- 한겨레교육 - 2008년 8월 한겨레에서 분사했으며,1995년 3월 시작한 <한겨레교육문화센터>와 한겨레신문의 테마뉴스 <함께하는교육> 보관됨 2015-07-22 - 웨이백 머신 <아하한겨레>, 청소년교육 <한겨레방과후학교> <한겨레캠프>[깨진 링크(과거 내용 찾기)] <아하한겨레교육센터>[깨진 링크(과거 내용 찾기)] 온라인 교육 <한겨레e한터> 보관됨 2016-01-09 - 웨이백 머신 등의 교육 서비스를 한다. <한겨레교육문화센터>는 20년 넘는 전통에 걸맞게 언론과 출판, 영화, PR, 마케팅, 카피라이터, 디자인, 일러스트, 작가 등 다양한 분야의 사관학교로 통하고 있으며, 전문가 양성에도 기여하고 있다. 언론사답게 글쓰기 분야는 독보적인 서비스로 인정받고 있으며, 일반인의 글쓰기부터 소설가, 시인, 드라마 작가, 라디오작가, 번역작가, 자유기고가, 그림책작가 등 작가 양성 과정까지 있다. 더불어 세상을 살아가는데 필요한 인문학과 사회, 철학, 교양, 심리, 치유, 음악, 미술, 캘리그라피 등 시민교육 서비스도 진행하고 있다. 한겨레교육은 초중고생을 위한 <아하한겨레교육센터><한겨레방과후학교><한겨레캠프> 등도 운영한다. 교육 프로그램은 자기주도학습과 학습습관, 진로, 진학, 글쓰기, 토론, 체험학습 등 비교과영역 중심으로 서비스하고 있다. 또, 통합논술지도사와 방과후학교지도사, 인성독서지도사 등 취업이 가능한 지도사 과정도 운영한다. 이외 2015년3월 [카페 틈]을 열었으며 기업과 정부, 단체 등을 위한 맞춤교육과 강연사업 등도 활발하게 진행하고 있다.

- 한겨레통일문화재단(1996년 창립)-남·북화해협력 및 통일을 지향하는 문화 및 학술단체
- 한겨레:온 - 한겨레 주주 전용 인터넷 뉴스 커뮤니티
- 뉴스뱅(2015년 창립) - 뉴미디어 뉴스 플랫폼
- 스팟툰 (2015년 창립) - 웹툰 유통 플랫폼
- 코인데스크 코리아 보관됨 2021-10-22 - 웨이백 머신(2018년 창립) - 미국 코인데스크와 제휴한 블록체인 전문지

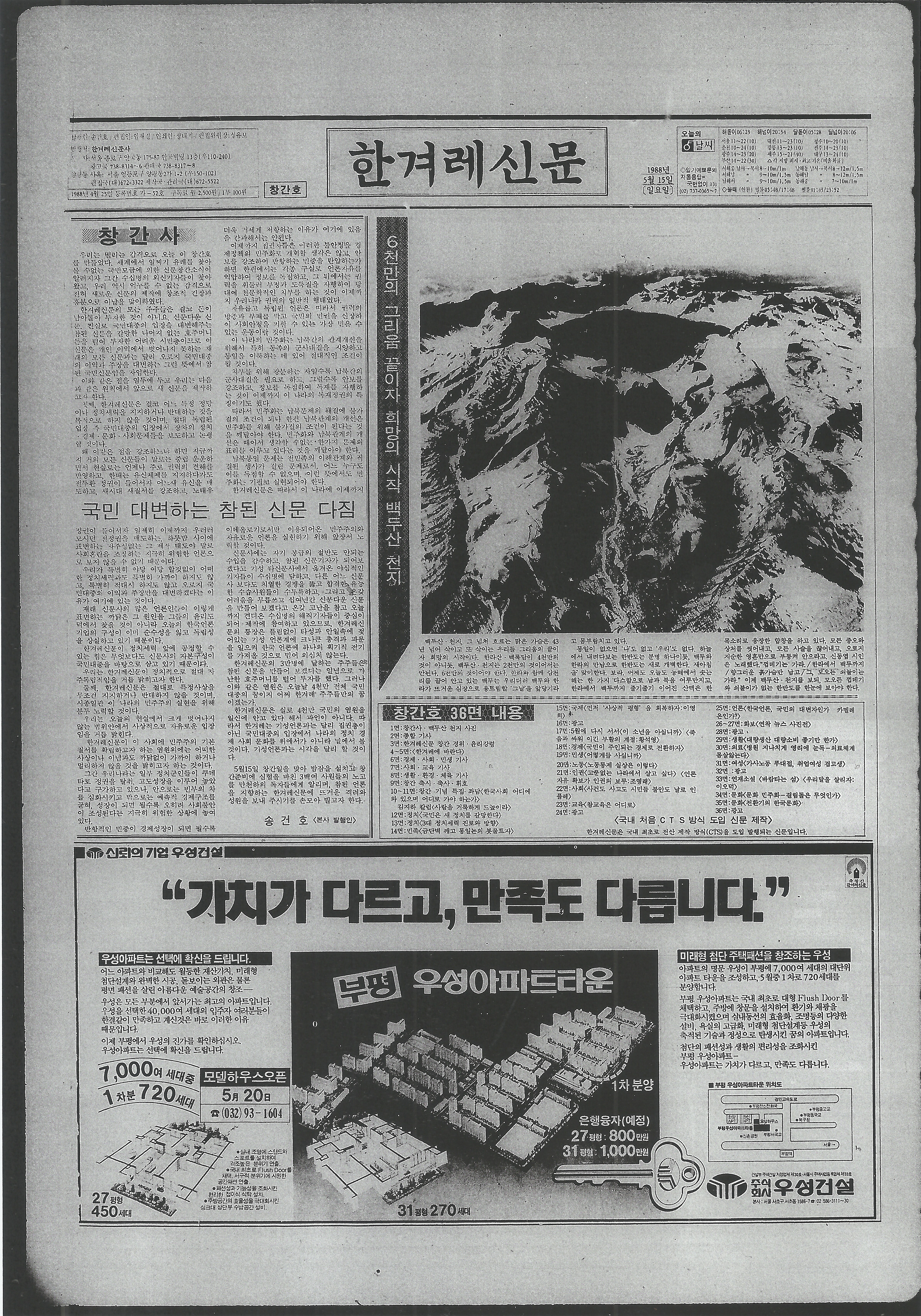
한겨레 창간호

## 한겨레에 대한 비판

### 자살에 대한 관점
2004년 참여정부 당시 정몽헌 전 현대아산 회장, 안상영 부산광역시장, 남상국 전 대우건설 사장, 박태영 전라남도지사의 자살이 계속되자 "스스로 죽을 용기가 있다면 왜 꿋꿋이 살아 견뎌내지 못하느냐는 너무나 당연한 의문을 떠올리지 않을 수 없다. 죄가 없다면 살아서 끝까지 결백을 밝혀내야 하고, 만약 죄가 있다면 떳떳이 죄값을 치르고 반성하면 될 게 아니냐는 게 누구나 갖는 소박한 생각이다. …… 게다가 그동안 우리 사회는 자살로 문제를 해결하려는 사람들에게 면죄부를 주는 분위기가 은근히 있었고, 심지어 이들의 자살을 미화하고 정치적 공방의 소재로까지 삼았다."라는 시론을 통해 자살에 대한 부정적 견해를 폈다. 그러나 제16대 대통령 노무현의 서거에 대해서는 언론 책임론을 들면서 자살에 대한 이중잣대를 댔다는 비판이 있다.

### 노무현 자살 전과 후의 보도
동아일보는 한겨레의 보도행태가 노무현의 서거 전·후가 다르다고 비판했다. 한겨레신문은 노무현이 서거하기 전까지 '검찰의 입을 빌리는' 기사를 연일 썼으며 노무현의 해명이 맞지 않을 때는 강력하게 비판하기도 했다. 그러나 노무현의 서거 후에는 노무현의 서거가 '정치 검찰과 보수 신문의 정치적 타살'이라고 주장하면서 노무현 서거 전과 후의 보도가 모순된다는 비판이 있다.

### 노무현 사망 책임 여론조사
빅뉴스는 노무현의 사망에 대한 책임을 묻는 한겨레의 기사가 왜곡되었다고 비판했다. 한겨레는 "이 사건(노무현 전대통령 서거)에 누가 가장 큰 책임이 큰지에 대해 1순위와 2, 3순위를 복수로 응답하게 한 결과 56.3%는 검찰, 49.1%는 언론을 꼽았다"고 보도했다. 그러나 한겨레의 조사 원문에는 가장 큰 책임이 있는 1순위는 노무현으로 27.9%, 검찰 22.7%, 언론 15.5%보다 더 높은 결과가 나왔는데, 한겨레는 응답자들이 1순위로 응답한 노무현의 책임이 가장 크게 나온 결과에 대해 1면에서 배제하며 5면에서 간략히 언급하였고, 책임의 정도에 대해 1, 2, 3순위 등 가중치를 주었으면서도 이를 단순 합산하여 검찰 56.3%, 언론 49.1%로 수치를 높여 노무현 36.7%보다 더 큰 책임이 있는 것처럼 사실상 왜곡 보도하였다고 빅뉴스는 비난하였다.

### 병역비리 의혹 관련 보도
한겨레는 15대 대선 당시 이회창 후보의 병역비리 의혹을 보도하면서 김대업의 확인되지 않은 일방적인 주장을 아니면 말고 식으로 중계하듯 보도하면서 공정성을 잃었다는 비판이 있다. 이후 법원은 김대업의 모든 병역비리 관련 주장은 허위였다고 판결했다.

### 노무현비하 표현
한겨레는 2010년 6월 11일 '놈현 관장사'라고 지칭하는 등 부적절한 표현을 사용한 것에 대해 논란이 일자 6월 15일 1면에 성한용 편집국장 명의로 공식 사과문을 게재했다. 국민참여당의 유시민은 이를 계기로 한겨레 절독을 선언했다. 생전에 노무현 대통령은 개인 사비로 한겨레 신문을 후원하기도 했다.

### 현대사학회에 대한 왜곡보도
2011년 10월 한겨레는 27일자 '반국가, 반민주 맨얼굴 드러낸 한국현대사학회'라는 제목의 사설을 통해 "한국현대사학회가 대한민국은 3·1 운동으로 건립된 대한민국임시정부의 법통을 계승했다는 내용을 지우자고 요구했다"라고 주장했다고 보도했다. 또 "일제강점기 경제성장을 미화하고 친일파를 긍정적으로 묘사하는 등 식민지 근대화론을 포함시키자고 요구했다"며 "기존 교과서 집필기준에 있던 '대한민국 정부는 3·1 독립정신과 대한민국 임시정부의 정통성을 계승하였음을 이해한다'는 내용 대신 '대한민국은 유엔의 도움을 받아 건국하고 공산세력으로부터 자유민주주의 체제를 수호하였음을 이해한다'는 내용도 포함시키자고 요청했다"라고 보도했다. 현대사학회는 "그런 내용의 건의서를 낸 적이 없다"며 "정상적인 비판의 수준을 넘었다."라고 비판했다. 학회 차원에서 식민지 근대화론을 주장한 적도 없고 임정의 정통성 부분 일구를 삭제하여 제시한 일이 있으나 이는 임정 법통 계승을 부정한 것이 아닌 8·15 광복 이후 시기 교육과정에 들어가기는 적절치 않다고 봤기 때문이라며, 실제로 국편이 마련한 '고등학교 한국사'에는 8·15 광복 이후 시기 교육과정에 이미 임시정부에 관한 부분이 존재하지 않았다고 밝혔다. 현대사학회는 "한겨레신문이 우리 학회를 매도하면서 '나라를 팔아 먹고 독립운동가를 때려잡고 동족을 수탈하고 반인륜 범죄를 저지른 자들이 활개치는 세상을 만들자는 것'이라고 주장한 것은 정상적인 비판을 넘어선 것"이라고 비판했다.

### 교학사 역사교과서 왜곡 정정보도
2013년 5월 31일자 한겨레는 교학사 5.16혁명-5.18폭동으로 서술했다며 진보진영과 야당에선 해당 기사의 제목과 내용을 인용해 “교학사 교과서엔 ‘5.16은 혁명, 5.18은 폭동’이라는 내용이 담겼다”며 “역사를 왜곡하고 있다”고 주장했다. 그러나 교학사 교과서엔 이 같은 내용이 없는 것으로 확인되었다. 한겨레는 이날 ‘[정정] ‘이승만·박정희 독재 미화’ 뉴라이트, 역사흔들기 본격화 기사 관련’에서 “본지는 2013년 5월 31일자 22시15분 기사에서 ‘뉴라이트 교과서에 “5.16은 혁명, 5.18은 폭동”’이란 제목을 달았습니다. 해당 제목이 사실이 아님을 인지한 후 제목을 바꿨지만 많은 사람들이 이 기사를 읽었습니다. 기사에 언급된 교학사 한국사 교과서엔 그런 내용이 없음을 알려드리고, 기사에 언급된 관계자들과 해당 기관, 단체에 심심한 사과의 말씀을 드립니다”라고 정정보도를 냈다.

### 시발택시 사건
2017년 3월 27일 광주광역시에서 치러진 더불어민주당 대통령 후보자 호남권역 선출대회에서 문재인 후보는 총 23만6358표 중 14만2343표(60.2%)를 얻어 압승했다. 경선 결과가 발표되는 시점에 타신문사들은 일제히 문재인 후보의 광주경선 압승을 트윗한 반면, 한겨레는 트위터를 통해 '경주에 시발택시 보러 갈까'라는 내용의 기사를 링크했다. 경주 세계자동차 박물관에 대한 기사를 링크한 것이었으나, 해당 기사에 시발택시 사진은 없었다. 또한, 이후에 게재된 트위터와 페이스북 압승보도 기사의 제목도 페이스북은 "압도적 승리"라고 사실기사를 인용한 반면, 트위터 쪽은 "대세?" 라며 60.2%를 받은 게 대세인가? 라는 제목이었다.

### 친문재인 정부 언론 스탠스 보도 논란
2019년 9월 한겨레 일선 기자들도 조국 법무부 장관 후보자를 둘러싼 의혹을 보도하는 것에 대해 소극적인 태도를 보였다며 한겨레 편집국 간부들을 비판하고 나섰는데 조국 후보자 관련보도는 한겨레 보도의 참사라며 국장단 사퇴를 요구했다. 이어 "2017년 문재인 정권이 들어선 뒤 한겨레의 칼날은 한없이 무뎌졌다"며 "인사청문회 검증팀은 문재인 정권 1기 내각 이후 단 한 번도 만들어지지 않았고 취재가 아닌 '감싸기'에만 급급했다."며 폭로했는데 이들은 과거 정부에는 장관이 지명된 이후 태스크포스팀(TF)을 꾸리고 검증에 나섰던 것과 전혀 달랐다고 강조했다. 마지막으로 이들은 "박용현 국장과 국장단은 스스로 직에서 사퇴하고, 문재인 정부 출범 뒤 검증팀을 꾸리지 않은 이유는 무엇인지 편집국 구성원들 앞에서 상세히 밝혀라"라고 했다.

### 동료기자 폭행치사
2017년 4월 22일 새벽 2시30분경, 한겨레 문화부 소속 대중문화팀 공연 담당 기자인 손준현(53)이 한겨레 편집국 소속 안창현(46) 기자에게 폭행당해 백병원으로 옮겨졌다. 손 기자는 당일 16시 15분에 간장 파열로 사망했다. 한겨레의 양상우 사장은 “지금 장례식장 밖에 있는 언론사와 접촉하지 마라. 한겨레가 명백히 진상규명하겠다. 부인이 원하면 한겨레로 취업시켜주겠다”는 제안을 유가족에게 하여 2차 가해를 하였다.

### '김만배와 억대 돈거래' 간부 기자 해고
한겨레신문사한겨레신문사가 화천대유자산관리(화천대유) 실소유주 김만배씨와 9억원의 금전거래를 한 것으로 파악된 전 편집국 간부 기자 A씨를 해고한다고 밝혔다.
전날에는 류이근 한겨레 편집국장이 지휘·관리 책임을 지고 보직에서 사퇴했다. 김현대 한겨레 사장 등 경영진도 다음달 초 대표이사 선거로 차기 사장이 결정되면 사퇴하겠다는 뜻을 밝혔다.

## 참고 사항
- 창간호부터 디지털화 데이터베이스를 구축하여, 네이버 뉴스 라이브러리[29] 서비스를 볼 수 있다.
- 한겨레는 여느 다른 신문사들과 달리 영문 알파벳 두문자어에 대해 한글 표기를 하는 원칙을 두고 있는 특이 사항이 있다. 보기를 들어 SBS는 "에스비에스"라고 쓰며, tvN 역시 "티브이엔"이라고 적혀 둔다고 나와 있다.[30]

## 같이 보기
- 경향신문
- 언론 기관
- 한겨레결체 - 한겨레의 공식 글자체이다. 명조형이고, 무료로 공개되어 누구나 사용할 수 있다. 한겨레결체 배포처
- 한겨레돌체 - 한겨레의 보조글자체이다. 고딕형이고, 공개되어 있지 않다.
- 네이트 지식
- 허핑턴 포스트 - 허핑턴 포스트 코리아의 한국측 협력사는 한겨레이다.